# Kozluçay, Yalvaç
Kozluçay là một thị trấn thuộc huyện Yalvaç, tỉnh Isparta, Thổ Nhĩ Kỳ. Dân số thời điểm năm 2011 là 1.942 người.